# 재패니즈 밥테일
재패니즈 밥테일(Japanese Bobtail)은 일본 고양이를 기원으로 하는 고양이의 한 품종이다. 방울처럼 헝클어진 짧은 꼬리가 가장 큰 특징이다.
이 종은 일본에서 수세기 동안 알려져 왔고, 종종 전통 민속과 예술에 나타난다. 대부분의 다른 종들과 마찬가지로, 재패니즈 밥테일도 거의 모든 색깔을 가지고 있을 수 있다.

## 역사
일본에서 짧은 꼬리 고양이에 대한 한 이론은 그들이 최소한 1,000년 전 아시아 대륙에서 왔다는 것을 보여 준다. 1602년 일본 당국은 모든 고양이들에게 우리 나라의 누에 인구와 관련 산업을 위협하는 설치류를 다루는 것을 돕기 위해 자유롭게 놓아주어야 한다고 명령했다. 그 당시에 고양이를 사거나 파는 것은 불법이었고, 그 때부터, 꼬리가 달린 고양이들은 농장과 거리에서 살았다. 이에 따라 재패니즈 밥테일이 일본의 '거리의 고양이'가 되었다.

## 특징
재패니즈 밥테일의 외관에 대해서는 "유사한 품종이 다른 눈에 띄지 않는다"는 평이있다. 신체의 각 부분이 전체적으로 길고 선이 뚜렷했다. 가장 두드러진 특징은 방울을 연상시키는 짧은 감은 꼬리이다.

## 같이 보기
- 쿠릴리안 밥테일